# Anežka z Assisi
Anežka z Assisi (1197 nebo 1198 Assisi – 27. srpna 1253 San Damiano u Assisi) byla klariska a sestra Kláry z Assisi.

## Život

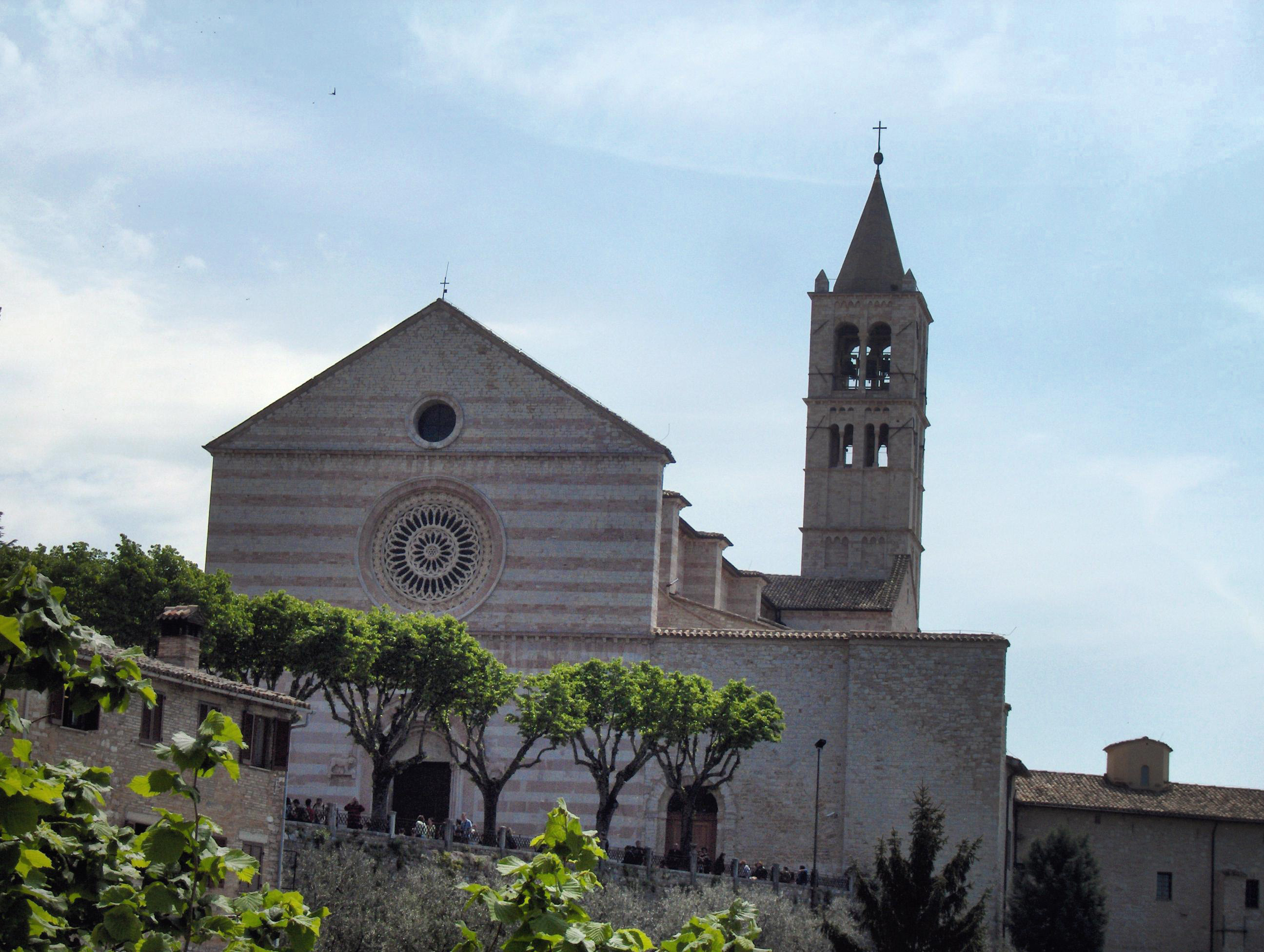
Kostel Santa Chiara v Assisi

Anežka pocházela z bohaté italské šlechtické rodiny. V dubnu 1212 následovala svou sestru do San Damiana, kde se stala řeholnicí a zde žila dle příkladu Františka z Assisi. Rodina ji chtěla násilím přivést zpátky a poslala pro ni strýce Monalda s družinou. Legenda praví, že když se ji snažili unést z kláštera, náhle vážila tolik, že s ní nemohli hnout. Kolem roku 1220 jí František z Assisi svěřil vedení konventu v Monticelli, blízko Florencie. Sama Anežka založila kláštery v Mantově, Benátkách a Padově.
V roce 1253 se vrátila k umírající sestře do San Damiana a sama zemřela nedlouho po ní. Obě sestry jsou pohřbeny vedle sebe v kostele Santa Chiara v Assisi.
Papež Benedikt XIV. ji svatořečil v roce 1753. Její svátek katolická církev slaví 16. listopadu.